# Kunlun Nu
Kunlun Nu ( 崑崙奴T, "Lo schiavo kunlun" o "Lo schiavo negritos") è un romanzo wuxia scritto da Pei Xing (裴铏, 825–880) nel periodo della dinastia Tang. L'eroe del racconto è uno schiavo di etnia negritos che usa i suoi poteri supernaturali per salvare l'amante del suo padrone dall'unirsi all'harem di un ufficiale di corte.

## Trama
Il racconto si svolge durante il niánhào Dali regno dell'imperatore Dai Zong della dinastia Tang e segue le vicende di un giovane chiamato Cui che arruola l'aiuto di Mo Le, il suo schiavo negrito per aiutarlo a salvare la donna che amava, che era stata obbligata a unirsi all'harem di un ufficiale di corte. Alla mezzanotte Mo Le uccide i cani da guardia che pattugliano l'edificio e porta Cu sulla schiena, saltando con facilità i muri e balzando di tetto in tetto. Una volta che gli amanti sono riuniti, Mo Le salta oltre i muri alti oltre 3 metri portando entrambi sulla sua schiena. Cui e il suo amato possono vivere felicemente in pace perché l'ufficiale è convinto che la ragazza sia stata rapita dagli youxia e non vuole mettersi nei guai cercandola.
Comunque due anni dopo uno degli attendenti dell'ufficiale vede la ragazza in città e fa rapporto al superiore. L'ufficiale arresta Cui e, dopo aver sentito tutta la storia, invia due uomini a catturare lo schiavo. Ma Mo Le scappa con il suo pugnale (apparentemente il suo unico possedimento) e vola sopra i muri della città per sfuggire all'arresto. Viene visto oltre dieci anni più tardi a vendere medicine in città, apparentemente non invecchiato di un singolo giorno.

## Influenza taoista
La capacità di Mo Le di ignorare la forza di gravità e il fatto che non invecchi suggerisce che sia un praticante di esercizi esoterici per il prolungamento della vita simili a quelli degli immortali cinesi. Secondo un racconto attribuito all'adepto taoista Ge Hong alcuni cacciatori nelle montagne Zhongna videro un uomo nudo il cui corpo era coperto da capelli neri. Comunque quando provarono a catturarlo egli "balzava oltre burroni e vallate come se volasse e così non poteva essere raggiunto" Dopo infine avergli teso un'imboscata i cacciatori scoprirono che era in realtà una donna vecchia di duecento anni che aveva appreso l'arte dell'immortalità da un anziano nella foresta. Inoltre nei racconti popolari era comune che gli immortali vendessero medicine nelle città, esattamente come fa Mo Le. L'agiografia dell'immortale Hu Gong racconta che egli vendeva medicine al mercato di giorno e che di notte dormisse in una zucca a fiasco appesa alla sua bancarella.

### Come lo schiavo di Kunlun divenne immortale
Alla fine della dinastia Ming il bibliografo e commediografo Mei Dingzuo (梅鼎祚, 1549-1615) scrisse una commedia intitolata "Come lo schiavo di Kunlun divenne immortale" (昆仑奴剑侠成仙). La commedia amplia in diversi modi il racconto. Per esempio Mo Le spiega a Cui che nonostante le sue meravigliose capacità egli è "uno schiavo a causa di obblighi della sua vita passata". Nell'intervallo di dieci anni intercorsi tra la sua fuga e quando viene visto al mercato a vendere medicine, Mo Le coltiva la sua immortalità mediante pratiche taoiste e stringe amicizia con diversi immortali cinesi. in una stampa della commedia contenuta in Assorted Plays from the High Ming (盛明雜劇, 1629) Mo Le viene rappresentato come un uomo dalla grande corporatura con tratti caratteristici stranieri, come grandi occhi, una spessa barba e un abito straniero.

## Filmografia

### Film
- Kunlun Nu Yedao Hongxiao (昆仑奴夜盗红绡, "Lo schiavo Kunlun ruba Hung-siu di notte") (1956).
- The Promise di Chen Kaige (2005). Un adattamento molto libero della storia. Invece di essere chiamato Mo Le, lo schiavo viene chiamato semplicemente "Kunlun" ed è interpretato dall'attore coreano Jang Dong-gun.